# ماریا کری
ماریا کری (انگلیسی: Mariah Carey؛ زادهٔ ۲۷ مارس ۱۹۶۹) خواننده، ترانه‌نویس، تهیه‌کننده موسیقی و بازیگر آمریکایی است. او بابت گسترهٔ آوازی پنج اکتاوی، سبک آوازخوانی تحریری و به‌کار بردن گستره صوتی سوت مختص به خود مشهور است. کری چهره تأثیرگذاری در عرصهٔ موسیقی است و در سال ۲۰۲۳ از سوی رولینگ استون به عنوان پنجمین خواننده برتر تمامی دوره‌ها شناخته شد.
کری در سال ۱۹۹۰ با عرضهٔ آلبومی که هم‌نام خودش بود به شهرت رسید و نخستین هنرمندی شد که پنج تک‌آهنگ نخست خود از «چشم‌انداز عشق» تا «هیجان‌ها» را به صدر جدول بیلبورد هات ۱۰۰ رساند. او با آلبوم‌های جعبه موسیقی (۱۹۹۳)و خیال‌بافی (۱۹۹۵) به موفقیت جهانی رسید. این آلبوم‌ها برخی از موفق‌ترین تک آهنگ‌های او را ایجاد کردند، از جمله «قهرمان»، «بدون تو»، «تمام چیزی که برای کریسمس می‌خواهم تو هستی»، «فانتزی»، «همیشه عشق من باش» و همچنین، «یک روز شیرین»، که در صدر جدول پایان دهه بیلبورد ۱۰۰ آمریکا (دهه ۱۹۹۰) قرار گرفت. کری با انتشار آلبوم پروانه (۱۹۹۷) تصویر جدیدی را در نظر گرفت و عناصر بیشتری از هیپ هاپ را در موسیقی خود گنجاند. بیلبورد او را هنرمند دهه (۱۹۹۰) و جوایز موسیقی ملل او را به عنوان پرفروش‌ترین هنرمند زن پاپ هزاره معرفی کرد.
پس از یازده سال پیاپی برای ساختن آهنگ شماره یک ایالات متحده، کری در سال ۲۰۰۱ از کلمبیا رکوردز جدا شد و در آوریل همان سال قرارداد ضبط ۱۰۰ میلیون دلاری با ویرجین رکوردز امضا کرد. با این حال، پس از فروپاشی جسمی و احساسی او، و همچنین شکست بحرانی و تجاری فیلم درخشش (۲۰۰۱) و موسیقی متن همراه آن، قرارداد وی توسط ویرجین رکوردز با ۲۸ میلیون دلار خریداری شد و او سال بعد با آیلند رکوردز قرارداد بست. پس از یک دوره نسبتاً ناموفق، او با آلبوم آزادی میمی (۲۰۰۵) که به پرفروش‌ترین آلبوم در ایالات متحده و دومین آلبوم پرفروش جهان در سال ۲۰۰۵ تبدیل شد، به صدر جدول موسیقی بازگشت. تک آهنگ دوم آلبوم ما مال همیم، در صدر جدول پایان دهه بیلبورد ۱۰۰ آمریکا (دهه ۲۰۰۰) قرار گرفت. بازی او در فیلم گرانبها در سال ۲۰۰۹ برنده جایزه بهترین بازیگر زن در جشنواره بین‌المللی فیلم پالم اسپرینگز شد. فعالیت‌های بعدی کری شامل کار به عنوان داور در امریکن آیدل، بازی در مجموعه مستند «دنیای ماریا»، حضور در فیلم‌های «سرخدمتکار» (۲۰۱۳)، «یک ملودی کریسمس» (۲۰۱۵) و «فیلم لگو بتمن» (۲۰۱۷) و انتشار کتاب خاطرات او به نام «معنی ماریا کری» در سال ۲۰۲۰ بود.
ماریا کری تاکنون بیش از ۲۰۰ میلیون فروش در سراسر دنیا داشته است که او را در فهرست پرفروش‌ترین هنرمندان موسیقی تاریخ قرار می‌دهد. کری کاتالوگ گسترده‌ای از آهنگ‌ها را دارد که نوزده آهنگ او در صدر جدول بیلبورد ۱۰۰ قرار گرفته‌اند و رکورد بیشترین تعداد تک آهنگ‌های نامبروان یک هنرمند سولو، یک ترانه‌سرای زن و یک تهیه‌کننده‌ی زن را در اختیار دارد. طبق گزارش انجمن صنعت ضبط موسیقی ایالات متحده آمریکا (RIAA)، او دارای بالاترین گواهینامه هنرمند زن در ایالات متحده است، با ۶۸٫۵ میلیون واحد فروش آلبوم تأیید شده که او را با باربارا استرایسند هم سطح می‌کند. او در سال ۲۰۰۸ توسط رولینگ استون به عنوان ۷۹مین بزرگ‌ترین خواننده تاریخ شناخته شد، و در سال ۲۰۱۲ ماریا کری در فهرست «۱۰۰ زن برتر موسیقی» شبکهٔ وی‌اچ‌وان در رتبهٔ دوم قرار گرفت. در سال ۲۰۱۹، بیلبورد بر اساس اجرای آلبوم‌ها و تک آهنگ‌های او در چارت، او را به عنوان برترین هنرمند زن تاریخ ایالات متحده معرفی کرد. گذشته از دستاوردهای تجاری او، کری تاکنون ۵ جایزه گرمی، ۱۹ جایزهٔ موسیقی ملل، ۱۵ جایزهٔ موسیقی بیلبورد و ۱۰ جایزهٔ موسیقی آمریکا را از آن خود کرده است. منتخب تالار مشاهیر ترانه‌سرایی، او به دلیل الهام بخشیدن به هنرمندان دیگر در موسیقی پاپ و آر اند بی معاصر مشهور است.

## اوایل زندگی
ماریا کری در هانتینگتون نیویورک به دنیا آمد. نام او برگرفته از آهنگ «آن‌ها باد را ماریا می‌نامند» از برادوی موزیکال ۱۹۵۱ «واگن خود را رنگ کنید» گرفته شده‌است. پدر او، آلفرد روی کری، یک آمریکایی آفریقایی‌تبار از نژاد ونزوئلایی و مادر او پاتریشیا، یک سفیدپوست ایرلندی است. مادر کری یک خواننده اپرا و مربی آواز، و پدر او یک مهندس هوانوردی بود. او کوچک‌ترین فرزند از سه فرزند متولد شده پاتریشیا و آلفرد است. نام خانوادگی کری توسط پدربزرگ ونزوئلایی اش، فرانسیسکو نونز، پس از مهاجرت وی به New York City به کار گرفته شد. خانواده پاتریشیا او را به دلیل ازدواج با یک مرد سیاه‌پوست رد کردند. تنش‌های نژادی مانع از ادغام خانواده کری در جامعه خود شد. هنگام زندگی در هانتینگتون، همسایه‌ها سگ خانواده را مسموم کردند و ماشین آن‌ها را به آتش کشیدند. بعد از طلاق والدینش، کری ارتباط کمی با پدرش داشت و مادرش چندین شغل برای تأمین خانواده کار می‌کرد. کری بیشتر وقت خود را در خانه تنها می‌گذراند و در سه سالگی شروع به آواز خواندن کرد و غالباً از آواز خواندن اپرای مادرش از ریگولتوی وردی به زبان ایتالیایی تقلید می‌کرد. در حالی که خواهر بزرگترش آلیسون نزد پدرشان نقل مکان کرد، ماریا و برادر بزرگترش مورگان نزد مادر خود ماندند.
در دوران تحصیل در دبستان، او در هنرهایی مانند موسیقی و ادبیات بهترین بود. کری در حالی که در دبیرستان هاربورفیلدز در گرینلاون نیویورک تحصیل می‌کرد، شروع به نوشتن شعر و ترانه کرد. او در سال ۱۹۸۷ فارغ‌التحصیل شد. کری آموزش‌های آواز را تحت سرپرستی مادرش آغاز کرد. پاتریشیا اگرچه یک خواننده اپرا با آموزش کلاسیک بود، اما هرگز به دخترش فشار نیاورد تا در اپرای کلاسیک حرفه ای را دنبال کند. کری به یاد می‌آورد که «او هیچ وقت یک مادر زورگو نبوده‌است. او هرگز نگفت: «به آن بیشتر احساس اپرا بدهید.» من به اپرا خیلی احترام می‌گذارم، اما اپرا روی من تأثیر نمی‌گذارد.» در دبیرستان، او غالباً به دلیل کار به عنوان خواننده دمو غایب بود. در نتیجه همکلاسی‌هایش به او لقب سراب (به انگلیسی Mirage) را دادند. کار او در صحنه موسیقی Long Island به او این فرصت را داد تا با موزیسین‌هایی مانند گاوین کریستوفر و بن مارگولیس همکاری کند، که با آن‌ها برای دموی خود آهنگ‌هایی نوشت. پس از مهاجرت به شهر نیویورک، کری برای پرداخت اجاره به کارهای پاره وقت پرداخت و ۵۰۰ ساعت مدرسه زیبایی را گذراند. کری به یک آپارتمان یک خوابه در منهتن رفت و آن را با چهار دانشجوی دختر دیگر به اشتراک گذاشت. او برای برندا کی. استار، خواننده سبک فری‌استایل پورتوریکویی، به عنوان خواننده بک آپ کار کرد.
ماریا کری قبل از کشف صدایش به عنوان آرایشگر در یک آرایشگاه کار می‌کرد و پیش از آن نیز پیشخدمت در رستوران بود.

### حرفه

#### ۱۹۹۲–۱۹۸۸: آغاز حرفه، ماریا کری و احساسات

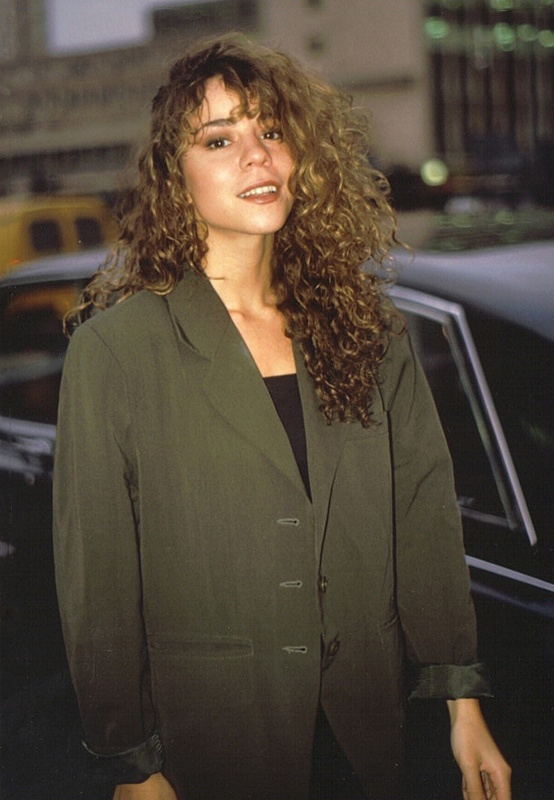
کری در سال ۱۹۹۰

در دسامبر ۱۹۸۸، کری برندا کی. استار را در جشن مدیران ضبط سی بی اس همراهی کرد، جایی که دموی خود را به تامی موتولا، رئیس کلمبیا رکوردز تحویل داد. موتولا پس از گوش دادن به نوار در حین رفتن به خانه، فوراً از راننده خواست که برگردد. کری قبلاً آنجا را ترک کرده بود، موتولا دو هفته بعدی را در جستجوی او گذراند. این بخش از داستان زندگی کری به داستان مدرن سیندرلا تشبیه شده‌است. یکی دیگر از شرکت‌های ضبط کننده ابراز علاقه کرد و جنگ مناقصه درگرفت. موتولا، رئیس شرکت کلمبیا رکوردز، با کری قرارداد بست و استعدادهای تهیه‌کنندگان برتر ریک ویک، نارادا مایکل والدن و رت لارنس را به او معرفی کرد. کلمبیا رکوردز کری را به عنوان اصلی‌ترین هنرمند زن در فهرست خود معرفی کرد و او با ویتنی هیوستون از اریستا رکوردز و مدونا از سایر رکوردز رقابت می‌کرد. در ۵ ژوئن ۱۹۹۰، او اولین بار در فینال‌های ان‌بی‌ای ۱۹۹۰ با خواندن آهنگ «آمریکای زیبا» ظاهر شد. نکته برجسته در مورد ویسل نت پایان آهنگ بود، که باعث شد پت اوبراین مجری سی بی اس اسپورتس دربارهٔ کری اعلام کند: «قصر در حال حاضر یک ملکه دارد.»
کلمبیا رکوردز بیش از ۱ میلیون دلار برای تبلیغ اولین آلبوم استودیویی کری، ماریا کری هزینه کرد. پس از یک شروع آهسته، آلبوم سرانجام برای یازده هفته متوالی در صدر جدول بیلبورد ۲۰۰ قرار گرفت، پس از حضور کری در سی و سومین دوره جوایز گرمی، جایی که او جایزه گرمی بهترین هنرمند جدید و جایزه گرمی بهترین اجرای آواز زنانه پاپ را برای تک آهنگ «چشم‌انداز عشق» دریافت کرد. تک آهنگ‌های آلبوم «چشم‌انداز عشق»، «عشق زمان می‌برد»، «یه‌روزی» و «من نمی‌خواهم گریه کنم» همگی در صدر جدول بیلبورد ۱۰۰ آمریکا قرار گرفتند. آلبوم ماریا کری پرفروش‌ترین آلبوم در ایالات متحده در سال ۱۹۹۱ بود، و فروش جهانی آن به ۱۵ میلیون نسخه رسید.

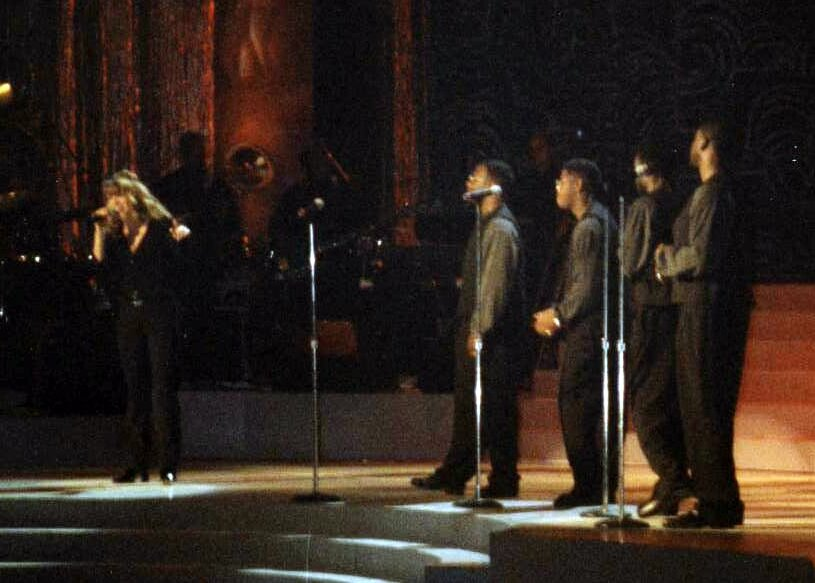
کری درحال اجرا در سال ۱۹۹۵

سال بعد، کری به عنوان ترانه‌نویس، تهیه‌کننده و ضبط کننده، دومین آلبوم استودیویی خود، هیجان‌ها، را ساخت. این آلبوم که توسط کری به عنوان ادای احترام به موسیقی سول موتاون توصیف شد، از کمک والتر افاناسیف، که تنها نقش کوچکی در اولین کار کری داشت، و همچنین روبرت کلیویلیس و دیوید کول، از گروه رقص کارخانه موسیقی سی+سی استفاده کرد. رابطه کری با مارگولیس به دلیل اختلاف حق امتیاز آهنگسازی بدتر شد. پس از طرح شکایت مارگولیس علیه شرکت همکار کلمبیا رکوردز، سونی میوزیک، این دو آهنگساز از یکدیگر جدا شدند. آلبوم هیجان‌ها، در ۱۷ سپتامبر ۱۹۹۱ منتشر شد. آهنگ هیجان‌ها، تک آهنگ اصلی آلبوم، پنجمین آهنگ نامبروان کری در جدول بیلبورد ۱۰۰ شد و او را به اولین هنرمندی تبدیل کرد که پنج تک آهنگ اول او به صدر جدول بیلبورد ۱۰۰ می‌رسد. اگرچه منتقدان محتوای آلبوم را تحسین می‌کردند و آن را تلاش بالغ تری نسبت به آلبوم اول کری توصیف می‌کردند، اما آلبوم به عنوان یک آلبوم حساب شده و فاقد اصالت مورد انتقاد قرار گرفت. در حالی که آلبوم هشت میلیون نسخه در سراسر جهان فروش داشت، هیجان‌ها نتوانست به اوج تجاری و انتقادی آلبوم قبلی کری برسد.

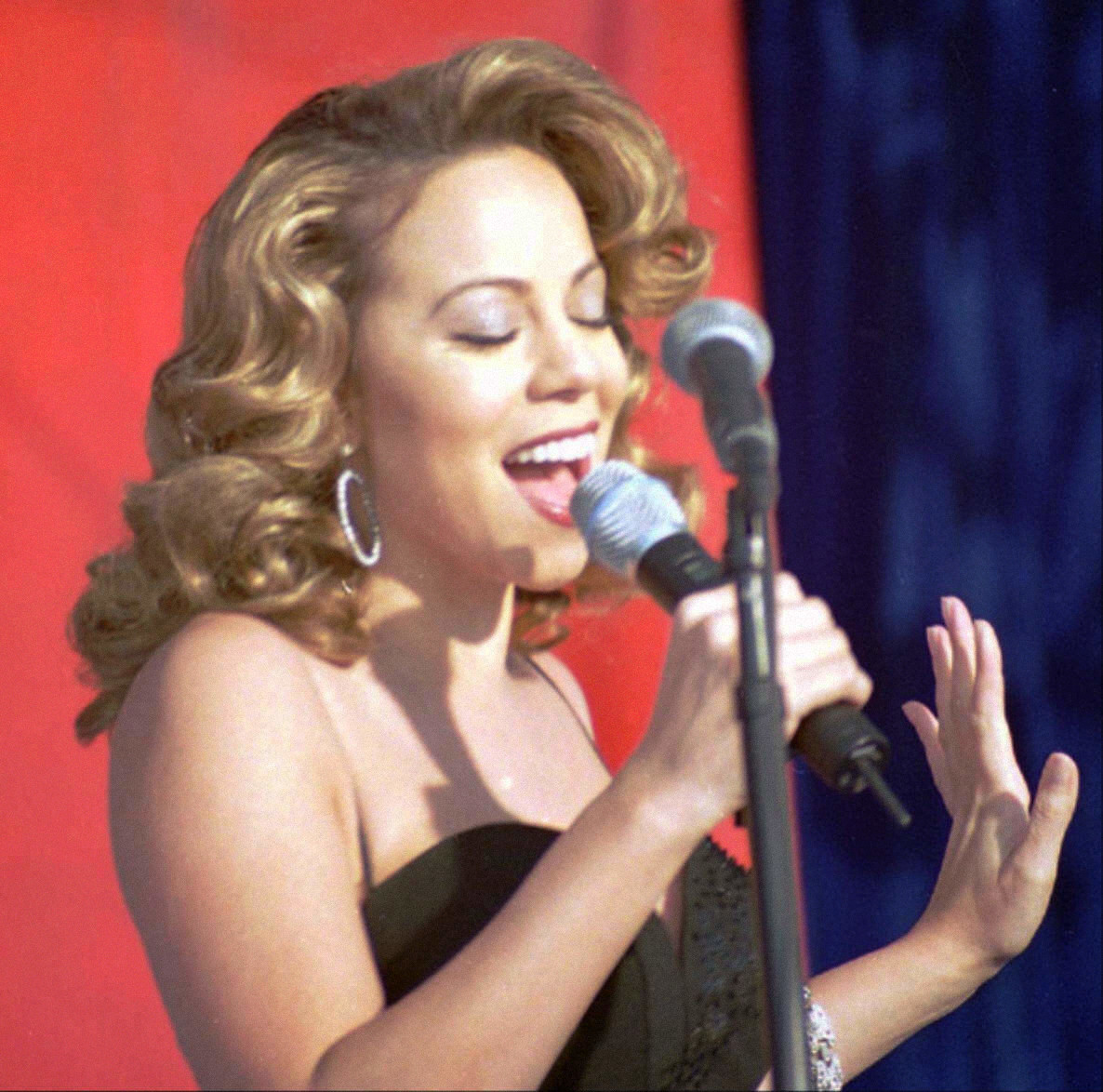
کری درحال اجرا در سال ۱۹۹۸

کری بار دیگر از آغاز یک تور جهانی برای تبلیغ آلبوم خودداری کرد. اگرچه او اضطراب اجرا و ماهیت چالش‌برانگیز آهنگ‌هایش را دلیل آغاز نکردن یک تور بیان کرد، اما گمانه زنی‌ها مبنی بر این بود که کری یک «کرم استودیویی» است و او قادر به تولید صدای کامل و محدوده آوازی ۵ اکتاو که به خاطر آن شناخته شده‌است، نیست. کری به امید از بین بردن هرگونه گمانه زنی که او یک هنرمند ساختگی است، حضور در «ام تی وی انپلاگد» را رزرو کرد. این نمایش هنرمندان را «بدون دوشاخه» یا در محیط محروم و عاری از تجهیزات استودیو ارائه می‌کرد. چند روز قبل از ضبط برنامه، کری و افاناسیف تصمیم گرفتند نسخه کاور آهنگ ۱۹۷۰ «آنجا خواهم بود» از جکسون فایو را به لیست مجموعه اضافه کنند. در ۱۶ مارس ۱۹۹۲، کری در استودیوی کافمن آستوریا در کوئینز، نیویورک، یک برنامه هفت آهنگ صمیمی را اجرا و ضبط کرد. این اجرای تحسین شده بیش از سه برابر بیشتر از قسمت متوسط پخش شد. این کار کری را به عنوان یک هنرمند زنده معرفی کرد و منتقدان آن را به عنوان «تور قدرتمند آوازی» اعلام کردند. نسخه زنده «آنجا خواهم بود» کری ششمین تک آهنگ شماره یک او در چارت بیلبورد ۱۰۰ شد. سونی از موفقیت این اجرا استفاده کرده و آن را به عنوان آلبوم چندآهنگه منتشر کرد. این گواهینامه دارای سه پلاتینیوم توسط انجمن صنفی ضبط موسیقی آمریکا (RIAA) و گواهینامه طلا و پلاتینیوم در چندین بازار اروپایی است.

#### ۱۹۹۶–۱۹۹۳: جعبه موسیقی، کریسمس مبارک و خیال‌بافی

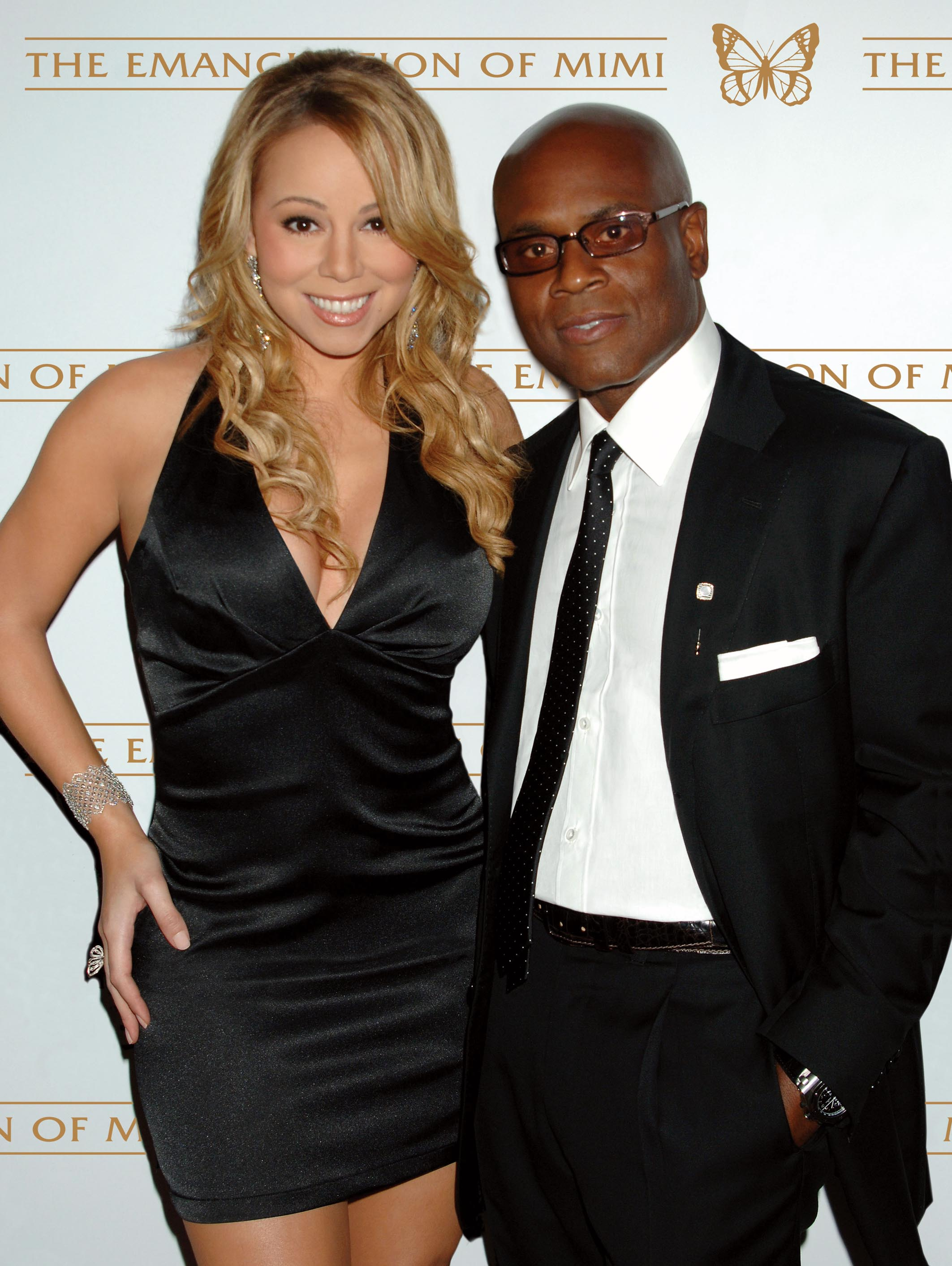
کری و ال.ای. رید

پس از اینکه هیجان‌ها نتوانست به اوج تجاری اولین آلبوم کری برسد، انتشار بعدی کری قرار بود به عنوان یک آلبوم با سبک معاصر بزرگسال و دوستدار پاپ به بازار عرضه شود. آلبوم جعبه موسیقی توسط کری و افاناسیف تولید شد و مشارکت آهنگسازی آنها را آغاز کرد که تا سال ۱۹۹۷ در آلبوم پروانه ادامه داشت. این آلبوم در ۳۱ اوت ۱۹۹۳ با نظرات مخلوط منتقدان موسیقی منتشر شد. ترانه‌سرایی کری به عنوان کلیشه ای مورد تمسخر قرار گرفت و اجراهای آوازی او در ارائه آن‌ها کمتر احساسی و تنبل‌تر توصیف شد. ران وین از آل‌میوزیک در نقد خود در مورد آلبوم نتیجه گرفت: «گاهی اوقات روحیه بیش از حد بر نبود اشتیاق ترجیح داده می‌شود.» در تبلیغ آلبوم، کری اولین تور خود، یک مجموعه کنسرت شش تایی، تور جعبه موسیقی را آغاز کرد. دومین تک آهنگ جعبه موسیقی، قهرمان، هشتمین آهنگ نامبروان کری در ایالات متحده شد و به عنوان آهنگ اثرگذار او شناخته شده‌است. کاور او از آهنگ «بدون تو» از بدفینگر موفقیت بزرگی در اروپا بود و اولین آهنگ نامبروان او در آلمان، سوئد و انگلستان شد. جعبه موسیقی، با فروش جهانی ۲۸ میلیون نسخه، پرفروش‌ترین آلبوم کری و یکی از پرفروش‌ترین آلبوم‌های تمام دوران است.

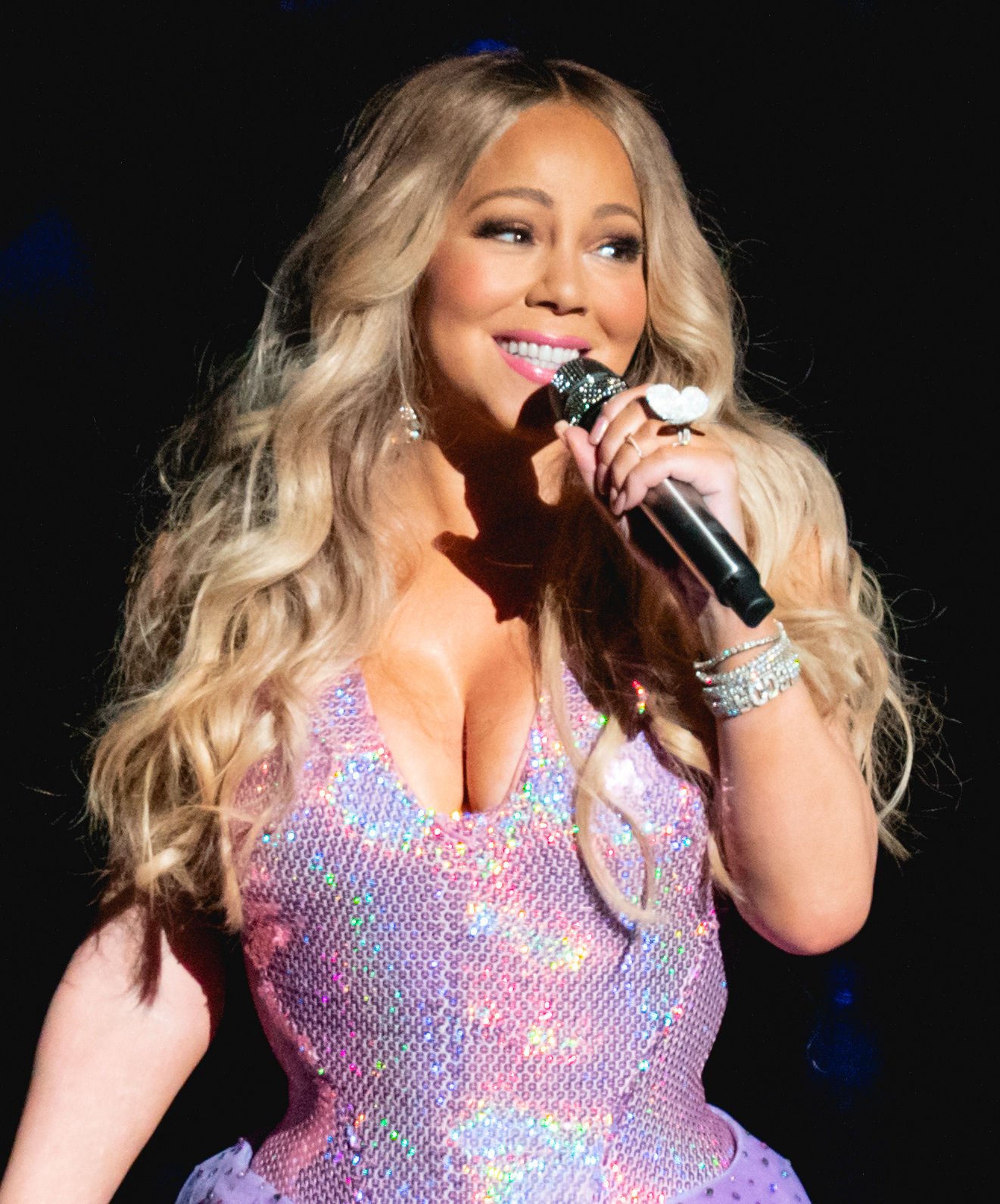
کری در سال ۲۰۱۹

در اواسط سال ۱۹۹۴، کری یک دوئت با لوتر وندروس، کاور «عشق بی پایان» از لیونل ریچی و دایانا راس را ضبط و منتشر کرد. آلبوم کریسمس مبارک، که در ۱ نوامبر ۱۹۹۴ منتشر شد، با فروش جهانی بیش از ۱۵ میلیون نسخه، پرفروش‌ترین آلبوم کریسمس در تمام دوران شد. تک آهنگ اصلی «تمام چیزی که برای کریسمس می‌خواهم تو هستی» به یک استاندارد تعطیلات تبدیل شد و همچنان محبوبیت خود را در هر فصل تعطیلات افزایش می‌دهد. تا اکتبر ۲۰۱۷، این آهنگ به یازدهمین آهنگ پرفروش موسیقی مدرن تبدیل شد. در سال ۲۰۱۹، ۲۵ سال پس از انتشار این آهنگ، سرانجام برای اولین بار در رتبه اول بیلبورد ۱۰۰ قرار گرفت و از دسامبر همان سال نیز این کار را ادامه داد و به عنوان اولین آهنگ تاریخ شناخته شد که توانست در دو سال متفاوت در چارت به رتبه اول برسد و همچنین به طولانی‌ترین آهنگ نامبروان تعطیلات (پنج هفته) تبدیل شد.

## آلبوم‌ها
- ماریا کری (۱۹۹۰)
- احساسات (۱۹۹۱)
- جعبهٔ موسیقی (۱۹۹۳)
- کریسمس مبارک (۱۹۹۴)
- خیال‌بافی (۱۹۹۵)
- پروانه (۱۹۹۷)
- رنگین‌کمان (۱۹۹۹)
- درخشش (۲۰۰۱)
- افسون (۲۰۰۲)
- رهایی میمی (۲۰۰۵)
- نظریهٔ نسبیت (۲۰۰۸)
- خاطرات یک فرشته ناقص (۲۰۰۹)
- کریسمس مبارک II شما (۲۰۱۰)

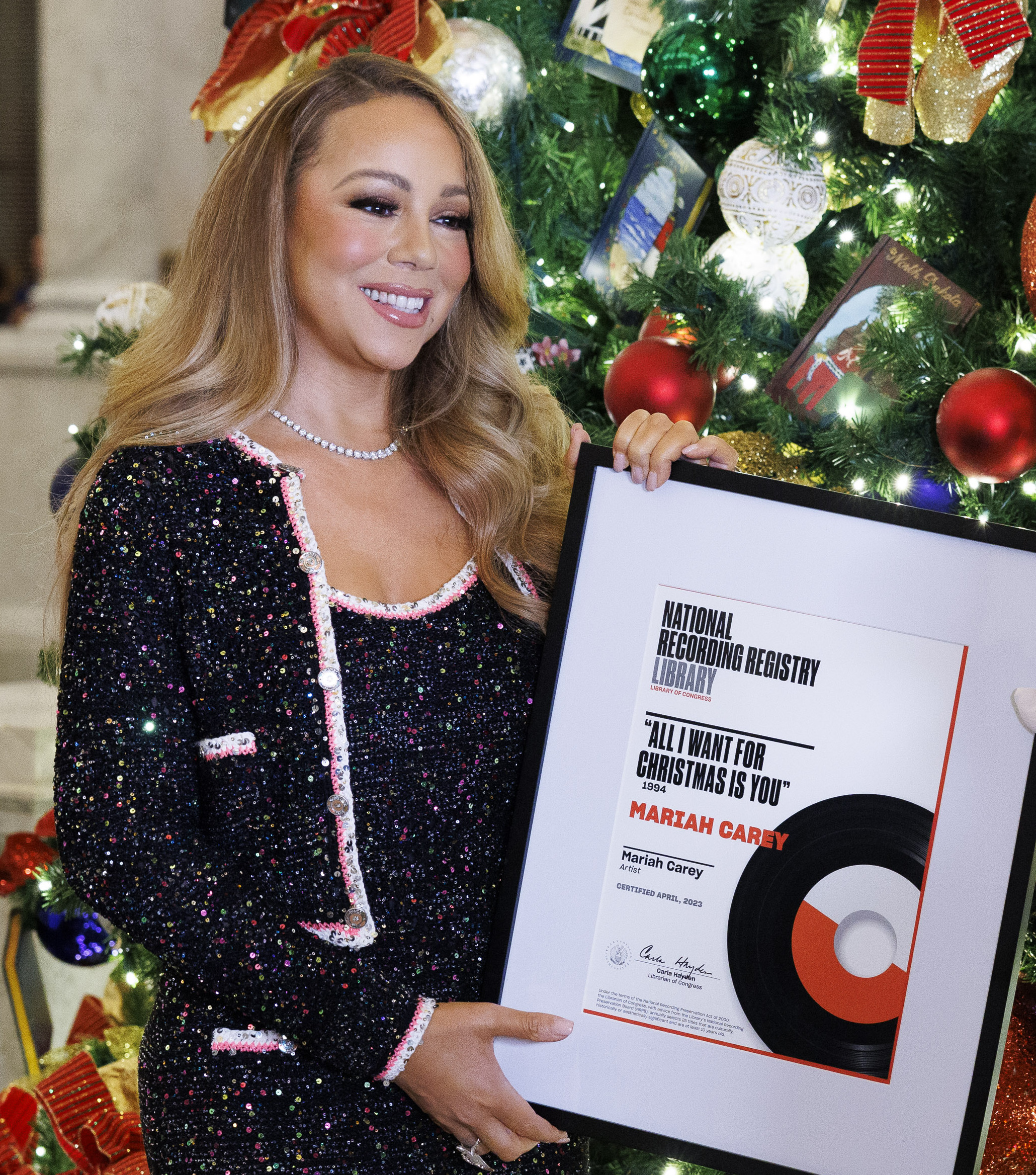
کری در سال ۲۰۲۳ درحال نمایش برای کریسمس فقط تو را می‌خواهم

- من. ماریا هستم… آوازه خوان گریزان (۲۰۱۴)
- احتیاط (۲۰۱۸)

## فیلم‌ها
- عزب (۱۹۹۹)
- درخشش (۲۰۰۱)
- دختران باهوش (۲۰۰۲)
- مرگ یک سلسله (۲۰۰۳)
- املاک دولت ۲ (۲۰۰۵)
- تنسی (۲۰۰۸)
- تو حریف زوهان نمی‌شی (۲۰۰۸)
- گرانبها (۲۰۰۹)
- سرخدمتکار (۲۰۱۳)
- یک ملودی کریسمس (۲۰۱۵)
- ستاره‌های پاپ: هرگز متوقف نمی‌شوند (۲۰۱۶)
- کلیدهای کریسمس (۲۰۱۶)
- فیلم لگو بتمن (۲۰۱۷)
- سفر دختران (۲۰۱۷)
- ستاره (۲۰۱۷)
- تمام چیزی که برای کریسمس می‌خواهم تو هستی (۲۰۱۷)
- ویژهٔ کریسمس جادویی ماریا کری (۲۰۲۰)

## یادکردها
1. ↑    - Holden, Stephen (June 13, 1990). "The Pop Life - Mariah Carey's Debut". The New York Times. Archived from the original on January 1, 2019. Retrieved March 27, 2019. The 20-year-old singer...
  - Biography Today (PDF). United States: Omnigraphics. January 1997. p. 151. Retrieved March 20, 2019. [March] 27 Carey, Mariah (1970)
  - (Nickson 1998)
  - (Shapiro 2001)
  - Eliscu, Jenny (February 23, 2006). "Mariah After Midnight". Rolling Stone. Archived from the original on March 27, 2019. Retrieved March 27, 2019. When Patricia Carey gave birth to a seven-pound baby girl at 7:27 A.M. on March 27th, 1970...
2. ↑  "Recent Births Are Announced". The Long-Islander. Huntington, New York. April 10, 1969. p. 2الگو:Hyphen3. Archived from the original on 3 March 2021. Retrieved February 16, 2021 – via NYS Historic Newspapers. Recent births at Huntington Hospital have been announced as follows ... March 27 Mariah, Mr. and Mrs. Alfred Carey, Huntington
3. ↑    - "Short Takes: Mariah Carey Doing OK at 21". Los Angeles Times. January 21, 1991. Archived from the original on March 27, 2019. Retrieved March 27, 2019. At age 21, she seems...
  - Sleeman, Elizabeth, ed. (2003). "Carey, Mariah". The International Who's Who 2004 (67 ed.). London: Europa Publications. ISBN 978-1-85743-217-6. b. 1969, Long Island, NY
  - Lovece, Frank (August 8, 2013). "Mariah Carey says she was spit on as a child on LI". Newsday. Long Island. Retrieved September 8, 2013. ...Carey, 44...
  - "Mariah Carey - Biography". People. Archived from the original on August 17, 2016. Retrieved March 20, 2019. Date of Birth: March 27, 1969
4. ↑  Gamboa, Glenn (October 22, 2008), LI Music Hall of Fame recognizes local talent (به انگلیسی), به کوشش Newsday., New York City / Long Island, archived from the original on 14 October 2013, retrieved 25 June 2014, Born in Huntington, raised in Greenlawn.
5. ↑  «شغل پیشین ستاره‌های امروز- 11.02.2016». DW.COM. ۲۰۱۶-۰۲-۱۱. دریافت‌شده در ۲۰۱۶-۰۲-۱۱.

### برای مطالعهٔ بیشتر
- Fred Bronson's Billboard Book of Number 1 Hits, 5th Edition (شابک ‎۰−۸۲۳۰−۷۶۷۷−۶)
- Joel Whitburn Presents the Billboard Hot 100 Charts: The Sixties (شابک ‎۰−۸۹۸۲۰−۰۷۴−۱)
- Joel Whitburn Presents the Billboard Hot 100 Charts: The Nineties (شابک ‎۰−۸۹۸۲۰−۱۳۷−۳)
- Additional information concerning Carey's chart history can be retrieved and verified in Billboard's online archive services and print editions of the magazine.